# Abbas Zeghayer
Abbas Zeghayer (arab. عباس صغير) – iracki bokser, uczestnik Letnich Igrzysk Olimpijskich 1984.
Podczas igrzysk w Los Angeles startował w wadze papierowej. W pierwszej rundzie zmierzył się z Williamem Bagonzą z Ugandy, z którym przegrał 2–3.